# オレグ・ヤロスラヴィチ
オレグ・ヤロスラヴィチ（ウクライナ語: Олег Ярославич、1161年以降 - 1189年）は、ガーリチ公ヤロスラフと愛人のアナスタシヤの間に生まれた庶子である。リューリク（リューリク朝の祖）から数えて11代目にあたり、オレグと異母兄のウラジーミルは、ガーリチ・ロスチスラヴィチ家(ru)の最後の世代のガーリチ公となった。ガーリチ公：1187年 - 1188年。通称ナスタシイチ（Настасьич / ナスターシヤ（アナスタシヤ）の子）。

## 生涯
オレグの父のヤロスラフはオリガ（ユーリー・ドルゴルーキーの娘）を正妻としていたが、後に関係が破綻し、1172年にオリガは実子のウラジーミルを連れてガーリチから出奔した。ボヤーレ（貴族）のコンスタンチンはオリガ派に立ちポーランド行きに付き添い、また、ガーリチのボヤーレはアナスタシヤを魔女として焼き殺した 。オレグは投獄された。ただし、ヤロスラフはウラジーミルよりも、愛人の子であるオレグを偏重しており、死後、ヤロスラフの所領であるガーリチ公国はウラジーミルではなくオレグに遺贈された。ウラジーミルには公国内の一都市のペレムィシュリが遺された。
しかしヤロスラフの死後まもなく、ウラジーミルはボヤーレと結託して遺言を破り、オレグを追放してガーリチ公位に就いた。オレグはオーヴルチ公リューリク(ru)の下へ逃走した。
ルーシの年代記には、以降のヤロスラフの動向について記したものはなく、以下はポーランドの史料の1つによるものである。ガーリチから逃走したオレグはリューリクの支援を得られず、ポーランド王カジミェシュ2世の下へ行き、カジミェシュと共にウラジーミルに対する軍を挙げた。ウラジーミルは敗れ、ハンガリーへと逃亡した。なおルーシの史料では、ウラジーミルのハンガリーへの逃亡は、ウラジーミルが酒に溺れ、国政に興味を持たないことに対し、ガーリチのボヤーレが反乱を起こしたためであると記されている。いずれにせよ、オレグは再度ガーリチ公位に就いた。しかしまもなくしてオレグは毒殺され、ガーリチ公位にはボヤーレによって招かれた、ヴォルィーニ公ロマンが就いた。